# Chillerton and Gatcombe
Chillerton and Gatcombe är en civil parish på Isle of Wight i England. Orten har 422 invånare (2011). Skapad 1 april 2013.